# Batracomorphus brooksi
Batracomorphus brooksi är en insektsart som beskrevs av Evans 1972. Batracomorphus brooksi ingår i släktet Batracomorphus och familjen dvärgstritar. Inga underarter finns listade i Catalogue of Life.